# Mayshill
Mayshill – osada w Anglii, w hrabstwie ceremonialnym Gloucestershire, w dystrykcie (unitary authority) South Gloucestershire. Leży 13 km na północny wschód od miasta Bristol i 161 km na zachód od Londynu.